# Artemisia lagocephala
Artemisia lagocephala là một loài thực vật có hoa trong họ Cúc.

## Lịch sử phân loại
Loài này được Wilibald Swibert Joseph Gottlieb von Besser mô tả khoa học đầu tiên năm 1829 theo mẫu cây của Friedrich Ernst Ludwig von Fischer dưới danh pháp Absinthium lagocephalum, với dẫn chiếu tới mô tả và hình minh họa của Johann Georg Gmelin tại mục 110 trang 127-128, hình 1 và 2 tab 61 trong quyển 2 sách Flora Sibirica sive historia plantarum Sibiriae và coi nó như là Artemisia chinensis sibirica theo nghĩa của chính ông.
Năm 1834, Besser đề cập tới Artemisia lagocephala, trong phần ghi chú khi mô tả Artemisia kruhsiana. Tuy nhiên, Artemisia lagocephala của ông không dẫn chiếu tới Absinthium lagocephalum do chính ông công bố trước đó mà chỉ dẫn chiếu tới Artemisia chinensis sibirica với đế hoa nhẵn nhụi (... clinanthio calvo s. A. chinensis, sibirica ....). Vì thế, danh pháp này được coi là công bố không hợp cách (nom. inval.). Năm 1837 (in đầu tháng 1 năm 1838), trong quyển 6 sách Prodromus Systematis Naturalis Regni Vegetabilis, Augustin Pyramus de Candolle công bố Artemisia lagocephala với dẫn chiếu tới mô tả và hình minh họa của Johann Georg Gmelin tại mục 110 trang 127-128, hình 1 và 2 tab 61 thuộc quyển 2 sách Flora Sibirica sive historia plantarum Sibiriae.
Một số tác giả - như Flora of China - coi A. kruhsiana là đồng nghĩa của A. lagocephala.

## Tên gọi
Tại Trung Quốc gọi là 白山蒿 (bạch sơn hao).

## Mô tả
Cây bụi hoặc cây thân thảo, mọc thành cụm, cao 40–80 cm, với phần thân gốc hóa gỗ, phân cành ngắn, rậm lông tơ màu xám hoặc ánh nâu. Các lá ở phần thân dưới và thân giữa không cuống, hình thìa, hình elip-hình mác ngược hoặc hình mác, 3-6 × 0,3–1 cm, 3-5 khía tai bèo hoặc nguyên ở đỉnh, hình nêm ở đáy, có vết rách và răng cưa. Các lá phía trên và các lá bắc giống như lá hình mác hoặc thẳng-hình mác, đỉnh tù hoặc nhọn. Cụm hoa kép là chùy hoa giống như chùm hoa. Cụm hoa đầu có cuống. Tổng bao hình bán cầu hoặc gần cầu, đường kính 4–6 mm; đế hoa hình bán cầu, có lông tơ. Chiếc hoa cái ở ngoài 7-10; tràng hoa 3 (hoặc 4) răng. Chiếc hoa đĩa 30-80, lưỡng tính; phiến tràng hoa có lông tơ nhỏ. Quả bế hình elipxoit hoặc trứng ngược. Ra hoa và tạo quả tháng 8-10. 2n = 18.

## Phân bố
Loài này là bản địa khu vực từ Siberia tới Viễn Đông Nga, bán đảo Triều Tiên và miền bắc Trung Quốc (các tỉnh Hắc Long Giang, Cát Lâm, đông Nội Mông và Tứ Xuyên). Môi trường sống là các ngọn đồi, dốc đá, chỏm núi, bìa rừng ngoài, ven đường, thảo nguyên rừng, ở cao độ dưới 2.600 m.

## Các thứ
- Artemisia lagocephala var. lagocephala (đồng nghĩa: Artemisia besseriana Ledeb., 1845, A. besseriana var. integrifolia Ledeb., 1845, A. besseriana var. triloba Ledeb., 1845, A. lagocephala var. besseriana (Ledeb.) Pamp., 1927, A. lagocephala f. integrifolia (Ledeb.) Pamp., 1927, A. lagocephala f. triloba (Ledeb.) Pamp., 1927, A. lagocephala var. triloba (Ledeb.) Herder): Nguyên chủng. Rộng khắp trong khu vực phân bố.[9]
- Artemisia lagocephala var. lithophila (Turcz. ex DC.) Y.R.Ling, 1992 (đồng nghĩa: Artemisia lithophila Turcz. ex DC., 1837, A. lagocephala subsp. lithophila Malyschev): Miền nam Siberia (Buryatia).[10]
- Artemisia lagocephala var. rigidioides Korobkov, 1979: Viễn Đông Nga.[11]